# Chilperic I
Chilperic I (n. 537 d.Hr. – d. 27 septembrie 584 d.Hr., Chelles, Imperiul Franc) a fost un rege merovingian, care a stăpânit Soissons. La moartea tatălui său, Chlotar I, a împărțit regatul împreună cu frații săi vitregi. Chilperic a primit Soissons, partea cea mai rea. Moartea unui frate îl va face stăpân asupra teritoriului denumit Neustria. Chilperic și-a ucis soția, pentru a se căsătorii cu amanta sa, Fredegund. Această faptă a atras o serie de intrigi, în încercarea membrilor familiei fostei sale soții de a se răzbuna. În cele din urmă este ucis de un asasin anonim.
1. 1 2 3 4 5 6 7  La Préhistoire des Capétiens[*], p. 88-92 Verificați valoarea |titlelink= (ajutor)
2. ↑  La Préhistoire des Capétiens[*], p. 73-76 Verificați valoarea |titlelink= (ajutor)
3. ↑  La Préhistoire des Capétiens[*], p. 76-78 Verificați valoarea |titlelink= (ajutor)
4. ↑  La Préhistoire des Capétiens[*], p. 78-81 Verificați valoarea |titlelink= (ajutor)
5. ↑  La Préhistoire des Capétiens[*], p. 72 Verificați valoarea |titlelink= (ajutor)
6. ↑  La Préhistoire des Capétiens[*], p. 89 Verificați valoarea |titlelink= (ajutor)
7. ↑  La Préhistoire des Capétiens[*], p. 89-90 Verificați valoarea |titlelink= (ajutor)
8. 1 2  La Préhistoire des Capétiens[*], p. 90 Verificați valoarea |titlelink= (ajutor)
9. 1 2 3 4  La Préhistoire des Capétiens[*], p. 91 Verificați valoarea |titlelink= (ajutor)
10. 1 2 3 4  La Préhistoire des Capétiens[*], p. 92 Verificați valoarea |titlelink= (ajutor)
11. ↑  La Préhistoire des Capétiens[*] Verificați valoarea |titlelink= (ajutor)